# Агнеза Бабенберг
Агнеза од Аустрије (1206 — 29. август 1226) из династије Бабенберг, била је војвоткиња од Саксоније.

## Биографија
Била је друга ћерка аустријског војводе Леополда VI Бабенберга (1176 – 1230) и његове жене принцезе Теодоре Анђел (1180/1185 – 1246) из византијске царске династије Анђела. Била је сестра аустријског војводе Фридриха II; и од Маргарете, удате 1225. за немачког краља Хајнриха VII Хоенштауфена, а 1252. за чешког краља Отакара II Пшемисла; и Гертруде, удате 1238. године, за ландгрофа Хајнриха IV Распа Лудовинга, антикраља Немачка.
Агнес Аустријска се удала 1222. за саксонског војводу Албрехта I (1175 – 1261) из династије Аскани. Она му је прва жена. Године 1228/1229 путовао је са царем Фридрихом II у Јерусалим.
Након њене смрти, војвода Албрехт I се оженио 1238. године, Агнесом од Тирингије (* 1205; † 1246), ћерком ландграфа Хермана I.

## Деца
- Бернхард († у. 1238);
- Јудита Саксонска (1223; † 2. фебруар 1267); први брак: 17. новембар 1239. године, краљ Ерик од Данске (1216 – 1250); други брак: Буркхард VII вон Куерфурт, бургроф Магдебурга (1273 – 1313);
- Ана Марија († 7. јануар 1245); супруг: Померански војвода Барним I (1210 – 1278),
- Бригита (Ута) († 4. април 1266), (верена за Ота фон Брауншвајга); удала се 1255. године, Маркгроф Јохан I фон Бранденбург (1213. – 1266.);
- Матилда (Мехтилд) († 28. јул 1266); удала се 1241. године, гроф Јохан I фон Холштајн-Кил.